# Паросфромен
Паросфромен (Parosphromenus) — рід дрібних лабіринтових рибок з Південно-Східної Азії; належить до родини осфронемових, підродина макроподових. Зазвичай їхня стандартна (без хвостового плавця) довжина не перевищує 30 мм. Більшість людей, які коли-небудь стикалися з паросфроменами, бачила їх лише в акваріумі. Ці риби мають певне значення для акваріумної торгівлі, а також як біологічний індикатор стану водойм, в яких вони живуть.

## Історія
Відкриття паросфроменів почалося більше 160 років тому, але й досі не завершене.
1859 року нідерландський іхтіолог Пітер Блікер (нід. Pieter Bleeker) під час польових досліджень на острові Банка виявив невелику досі невідому лабіринтову рибку, яку він описав як Osphromenus deissneri. Вона суттєво відрізнялася від уже відомих представників роду Osphronemus (у назві ще були переставлені місцями літери n і m). Зважаючи на таку невідповідність, 18 років по тому він визначив ще один рід Parosphromenus, типовим (за монотипією) для якого став Osphromenus deissneri. Роком створення роду вважається 1877-й; опублікований тоді малюнок передував офіційному описові роду Parosphromenus, зробленому 1879 року. Назва походить від латинського par («подібний, такий як») та назви роду Osphromenus, до якого належить Osphronemus goramy.
У наступні десятиліття подібних рибок випадково знаходили в багатьох районах на території сучасних Малайзії та Індонезії. Хоча багато з них виглядали дещо інакше, ніж Parosphromenus deissneri, лише в середині XX ст. іхтіологи почали розуміти, що вони належать до різних видів. Тому тривалий час усі ці риби називалися Parosphromenus deissneri. Тепер відомо, що досліджена Блікером рибка була самкою, вона не мала тих ефектних кольорів, якими володіють самці паросфроменів. Ще гірше, що згодом цей зразок втратив хвостовий плавець, і плутанина щодо справжньої ідентичності цієї риби тривала до кінця XX ст.
До початку 1950-х років рід Parosphromenus лишався монотиповим, «офіційно» був відомий лише один вид паросфроменів — Parosphromenus deissneri. 1952 року з'явився опис другого виду P. paludicola, він мав абсолютно іншу зовнішність і забарвлення й походив з півночі Малайського півострова. 1955 року був описаний підвид Parosphromenus deissneri sumatranus, який лише через 40 років був визнаний окремим видом. 1968 року Вальтер Фьорш (нім. Walter Försch) опублікував детальні результати своїх досліджень стосовно утримання та розведення в умовах акваріума парасфроменів, яких він отримав 1968 року. Публікація стала потужним поштовхом до розширення утримання цих риб у неволі. Фьорш уважав, що має справу з P. deissneri, але насправді, риба, з якою він мав справу, ймовірно належала до виду, відомого сьогодні як P. tweediei. Спостереження за паросфроменами в неволі дозволили краще побачити їхню зовнішність та поведінку. Це стало основою для ідентифікації все нових і нових видів.
1979 та 1981 року Йорг Фірке (нім. Jörg Vierke) опублікував описи ще двох нових видів P. parvulus і P. filamentosus, знайдених на острові Калімантан. 1984 року в Західній Малайзії була виявлена ще одна нова форма, але вона була описана як P. rubrimontis лише в 2005 році. Наступними новими видами стали P. nagyi (1985), P. allani й P. harveyi (1987). Тепер стало зрозумілим, що стара думка про існування лише одного виду в складі роду Parosphromenus є абсолютно невірною.
Особливо активно знаходили й описували нові види паросфроменів в 1990-х роках. Так 1991 року були описані P. ornaticauda, P. linkei та P. anjunganensis. Ще одна форма, виявлена разом із P. linke на південному заході Калімантану, була описана 2005 року як P. opallios. У 1991 і 1992 роках у Джохорі на півдні Малайського півострова були виявлені зразки ще одного парасфромена, які значно відрізнялися від вже відомих форм; 2005 року вони були описані як P. alfredi. 1996 року стала відома форма, яка 2005 року отримала назву P. pahuensis.
1998 року були опубліковані результати дослідження свіжих зразків паросфроменів, зібраних на острові Банка. Виявилось, що на острові водяться два види, які відрізняються за забарвленням та формою хвостового плавця. Один з двох видів, безумовно, є Parosphromenus deissneri, другий був визначений як новий вид P. bintan. Опис Parosphromenus deissneri 1998 року був оновлений; формально плутанина була припинена, але дискусія стосовно видової належності першого зразка паросфромена все ще триває. Незрозуміло, чи він справді належить P. deissneri, чи P. bintan.
2005 року отримали опис P. alfredi, P. rubrimontis та ще одна давно відома форма P. tweediei з Півострівної Малайзії, а також P. opallios, P. pahuensis та P. quindecim з Калімантану. Крім того, з'явився ключ для визначення всіх описаних на той час видів, а також повторно діагностовані P. allani та P. harveyi. Кількість відомих видів парасфронемів значно збільшилась, однак картина видового різноманіття роду не була завершена. 2012 року список доповнили P. gunawani та P. phoenicurus. В акваріумах ще відомі інші форми, видовий статус яких поки що не підтверджений. Все це означає, що навіть сьогодні історія відкриття роду Parosphromenus все ще не завершена. Майже неможливо сказати, скільки існує відомих, але неописаних на сьогодні видів. Через проблематичну доступність багатьох місцевостей, де існує лише кілька доріг, цілком ймовірно очікувати відкриття існування ще інших досі невідомих форм або видів. Ймовірно також, що через обмежене поширення деякі з цих форм вже зникли внаслідок знищення лісів, і це сталося ще до того, як про них стало відомо людству.

## Систематика
Рід Parosphromenus, разом із родами Macropodus, Pseudosphromenus, Trichopsis, Malpulutta і Betta, утворює монофілетичну підродину Macropodusinae. Філогенетичні зв'язки між ними не можуть бути вирішені на основі мітохондріальних даних. Тим не менш, на філогенетичному дереві представники роду Parosphromenus найближче стоять до роду Betta; вони, а також рід Trichopsis уважаються сестринськими кладами.
Таксономія видів Parosphromenus є складною, оскільки більшість видів дуже схожі між собою й існує дуже мало морфологічних або меристичних показників, які можна використовувати для диференціації таксонів. Лише кілька видів у складі роду мають чіткі морфологічні відмінності. Старі й погано збережені законсервовані зразки зазвичай не дозволяють визначити їх видову належність. Основними критеріями для визначення видів Parosphromenus є шлюбне забарвлення та форма хвостового плавця в самців. У той же час існують значні відмінності в поведінці різних видів, наприклад, під час залицянь, виявлені в результаті спостережень за паросфроменами в акваріумі. Корисними можуть бути генетичні дослідження, але доступних даних поки що небагато.
Станом на травень 2020 року рід включає такі види:
- Parosphromenus alfredi  Kottelat & Ng, 2005; Півострівна Малайзія (Джохор); максимальна стандартна довжина 2,6 см;
- Parosphromenus allani  Brown, 1987; острів Калімантан, штат Саравак (Малайзія); максимальна загальна довжина 3,5 см;
- Parosphromenus anjunganensis  Kottelat, 1991; Індонезія (Західний Калімантан); максимальна стандартна довжина 2,6 см;
- Parosphromenus barbarae  Tan & Grinang, 2020; острів Калімантан, штат Саравак (Малайзія); максимальна стандартна довжина 2,6 см;
- Parosphromenus bintan  Kottelat & Ng, 1998; Індонезія (острови Бінтан та Банка); максимальна стандартна довжина 2,6 см;
- Parosphromenus deissneri  (Bleeker, 1859); Індонезія (острів Банка); максимальна стандартна довжина 3,0 см;
- Parosphromenus filamentosus  Vierke, 1981; Індонезія (південний схід острова Калімантан); максимальна загальна довжина 4,0 см;
- Parosphromenus gunawani  Schindler & Linke, 2012; Індонезія (острів Суматра, провінція Джамбі); максимальна стандартна довжина 2,8 см;
- Parosphromenus harveyi  Brown, 1987; Півострівна Малайзія (Селангор); максимальна загальна довжина 4,0 см;
- Parosphromenus linkei  Kottelat, 1991; Індонезія (провінція Центральний Калімантан); максимальна стандартна довжина 2,8 см;
- Parosphromenus nagyi  Schaller, 1985; Півострівна Малайзія (Паханг); максимальна загальна довжина 4,0 см;
- Parosphromenus opallios  Kottelat & Ng, 2005; Індонезія (провінція Центральний Калімантан); максимальна стандартна довжина 2,5 см;
- Parosphromenus ornaticauda  Kottelat, 1991; острів Калімантан (Індонезія); максимальна стандартна довжина 1,8 см;
- Parosphromenus pahuensis  Kottelat & Ng, 2005; Індонезія (провінція Східний Калімантан); максимальна стандартна довжина 2,2 см;
- Parosphromenus paludicola  Tweedie, 1952; схід Малайського півострова (Малайзія, Таїланд); максимальна загальна довжина 3,7 см;
- Parosphromenus parvulus  Vierke, 1979; острів Калімантан (Індонезія); максимальна загальна довжина 2,7 см;
- Parosphromenus phoenicurus  Schindler & Linke, 2012; басейн річки Кампар (Суматра, Індонезія); максимальна стандартна довжина 2,9 см;
- Parosphromenus quindecim  Kottelat & Ng, 2005; Індонезія (провінція Західний Калімантан); максимальна стандартна довжина 5,0 см;
- Parosphromenus rubrimontis  Kottelat & Ng, 2005; Півострівна Малайзія (Перак); максимальна стандартна довжина 2,5 см;
- Parosphromenus sumatranus  Klausewitz, 1955; Індонезія (острів Суматра); максимальна стандартна довжина 2,3 см;
- Parosphromenus tweediei  Kottelat & Ng, 2005; Півострівна Малайзія (Джохор); максимальна стандартна довжина 2,5 см.

Крім науково описаних видів, існує ще велика кількість форм з невизначеним статусом. Їх позначають як P. spec. aff. (форма, подібна до), P. spec. cf. (форма, що нагадує) з посиланням на вже відомий вид та вказівкою «торгової» назви, або ще P. spec. Jambi, P. spec. Pematunglumut (із зазначенням місця вилову) чи просто з якоюсь химерною назвою, як наприклад, P. spec. «Blue Line».

## Опис

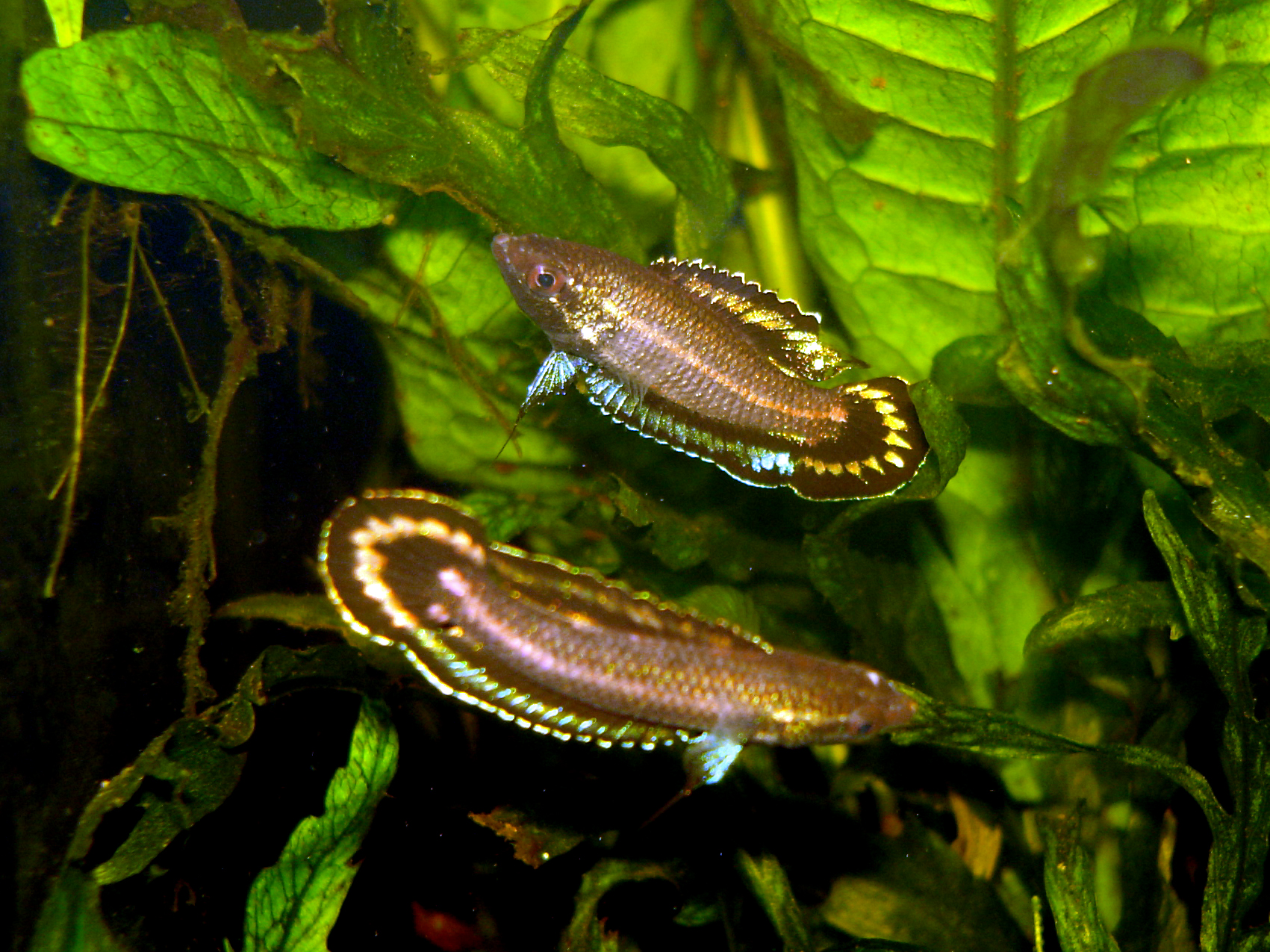
Два самці P. harveyi.

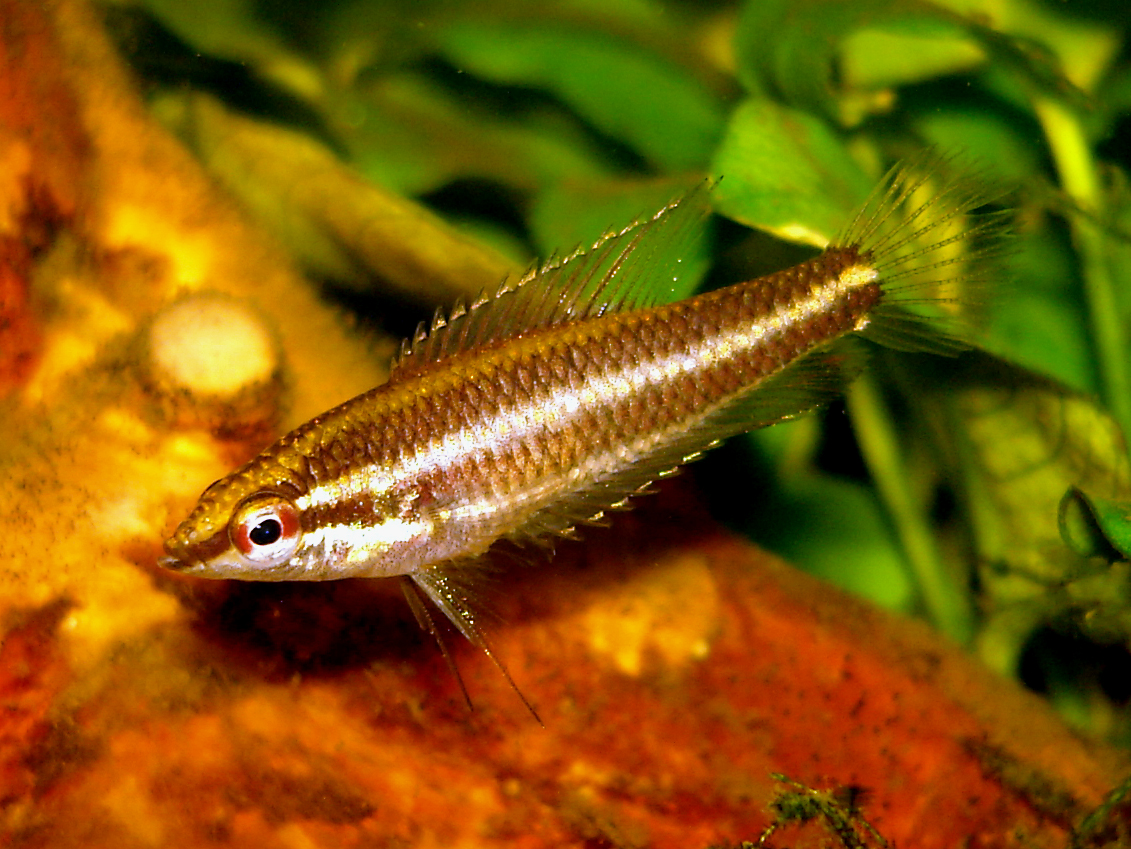
Самка P. phoenicurus.

Представники роду Parosphromenus мають видовжене тіло, висота якого в 3-4 рази менша за стандартну довжину. Характерною є надзвичайна схожість всіх представників роду на величезному географічному просторі. Лише два види паросфоменів (P. parvulus, P. ornaticauda) помітно відрізняються від решти своєю стрункою будовою тіла; P. sumatranus займає проміжну позицію. Геть усі представники роду — це дрібні риби, довжина більшості з них становить близько 3 см. Лише найбільші види (P. quindecim і P. deissneri, P. linkei, P. paludlcola та P. gunawani) досягають завдовжки 4 см або трохи більше. P. paludicola, P. filamentous, P. deissneri відрізняються ланцетоподібною формою хвостового плавця, тоді як у решти видів він округлий.
Самці більшості видів набагато барвистіші за самок. Шлюбне забарвлення самців робить парасфроменів одними з найбарвистіших прісноводних риб, проте їхня краса непостійна, всі дивовижні кольори можна побачити лише під час залицяння. Залежно від свого настрою чи поведінкового контексту самці демонструють більш-менш значні зміни кольорів та характеру малюнку забарвлення. У звичному стані багато видів дуже схожі між собою й відрізняються лише незначними рисами. Самок у більшості випадків узагалі дуже важко розрізнити.
Шлюбне забарвлення самців часто є головним критерієм, що розрізняє види. Забарвлення тіла при цьому розглядається разом із малюнком на плавцях. Для більшості видів характерним є різнобарвний смугастий контрастний малюнок. Спинним, анальним та хвостовим плавцем проходять чіткі смуги, які відповідають контурам тіла. Завдяки сильному контрасту кольорів та металевому лиску обриси тіла з розправленими плавцями виглядають більшими та більш виразними. Такий тип забарвлення, зокрема, є характерним для так званої групи видів harvey (P. harveyi, P. bintan, P. alfredi, P. opallios, P. rubrimontis, P. tweediei та багато інших, ще не описаних локальних форм), яка вражає своєю однорідністю; їхня класифікація є особливо складною й суперечливою. Смугастий малюнок мають також P. allani, P. quindecim, P. flamentosus і P. deissneri. У P. nagyi смуги присутні також на черевних плавцях. Характерним елементом забарвлення P. sumatranus є кругла пляма на спинному плавці.
Однотонне червоно-коричневе забарвлення плавців з контрастною білою облямівкою є характерним для P. anjunganensis. У P. linkei і P. pahuensis тіло та непарні плавці вкриті крапками (так званий малюнок «зоряне небо»). У P. ornaticauda та P. parvulus тіло поділене на дві половини — світлу та темну, непарні плавці чорно-червоні, з білою облямівкою, черевні плавці, на відміну від інших видів, маленькі й безбарвні. У самців на плавцях виблискують пастельно-бірюзові та червоно-фіолетові цятки.
Самки в період нересту стають блідішими, але в них з'являється чорна вертикальна смуга, що проходить через око (так звані «сексуальні очі»). Нетиповими є тут P. ornaticauda та P. parvulus, їхні самки у шлюбному вбранні мають насичене контрастне світло-темне забарвлення тіла, й вони виглядають дуже схожими на самців.

## Поширення
Парасфромени походять з Південно-Східної Азії, вони зустрічаються на Малайському півострові (Півострівна Малайзія та сусідні провінції південного Таїланду), Суматрі (з прилеглими островом Банка та архіпелагом Ріау) та Калімантані.

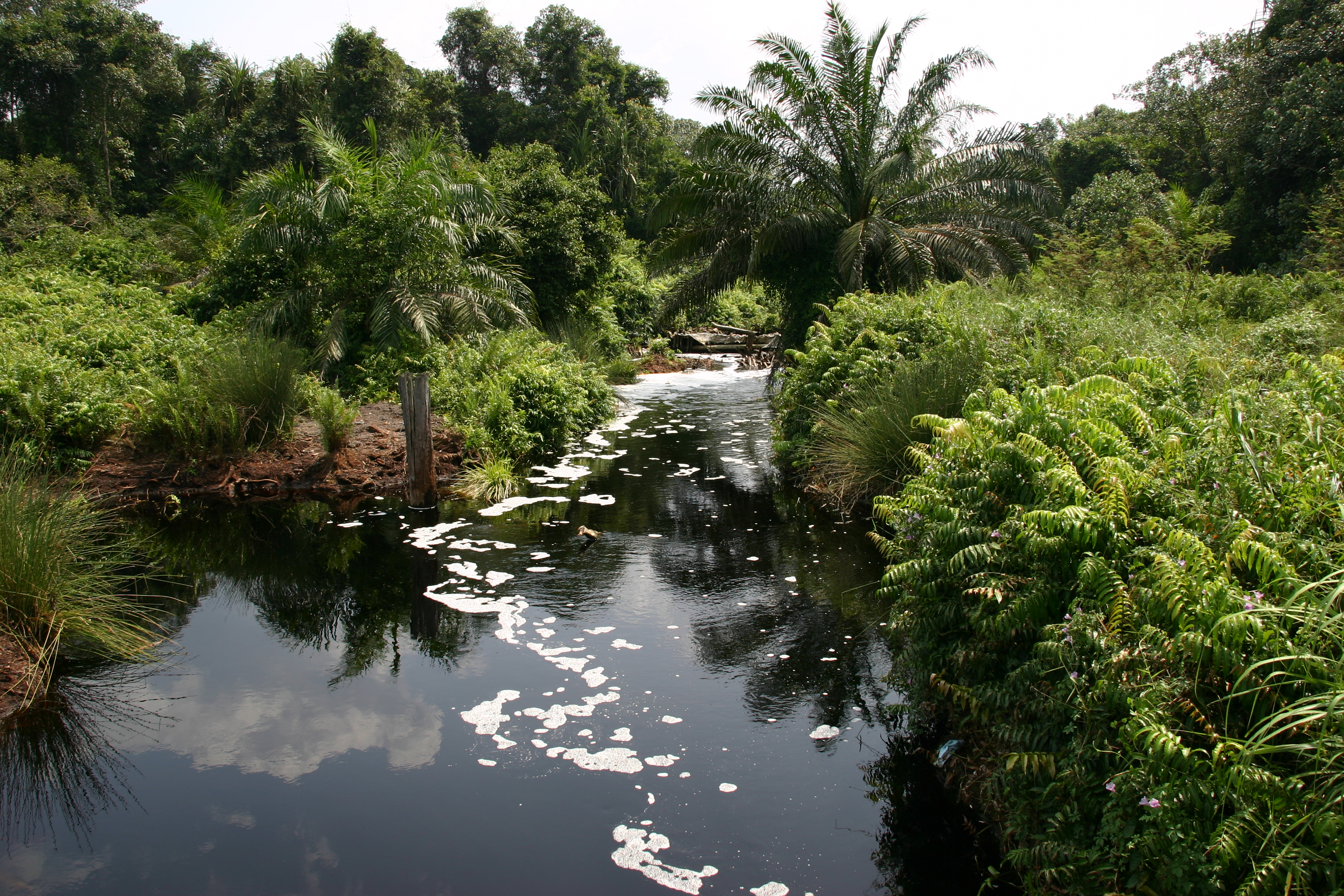
Природний біотоп P. harveyi (північний Селангор).

Живуть у торфових болотах серед первинних вологих тропічних лісів. Більшість видів є типовими мешканцями болотистих лісових струмків з повільною течією. Світла тут мало. Береги струмків густо поросли травами й чагарниками, водойми місцями також густо заросли болотними й наземними рослинами, справжніх водних рослин тут значно менше. Дно встелене товстим шаром мертвого листя, гілок та іншої деревини. Паросфромени тримаються саме в таких місцях, глибина становить 50–100 сантиметрів. У відкритій воді їх не буває.
Усі види парасфроменів є мешканцями проточних водойм. Хоча вони й не живуть у річках зі швидкою течією, ці риби також уникають водойм зі слабким або взагалі відсутнім обміном води.
Клімат регіонів поширення паросфроменів відзначений дуже постійними протягом року температурою та опадами. Місцеві торфові болота виконують роль своєрідного водного буфера, спочатку під час рясних дощів вони поглинають воду, а потім повільно позбуваються її. Дощі можуть не йти протягом багатьох тижнів, але прохолодна чиста чорна вода продовжує витікати з лісів, розташованих на невеликих підвищеннях. Глибокий, м'який, вологий ґрунт первісного лісу, збагачений величезною кількістю органічних залишків, діє як губка, компенсуючи дощові паузи. Навіть у суху пору року продовжує текти вода майже незмінної якості, хімії та температури.
Більшість видів є типовими мешканцями так званих «чорних вод». Ці води насправді не чорні, а коричневі. Це водойми з дуже кислою, майже позбавленою мінералів водою, сильно забарвленою гуміновими речовинами. Потрапляючи на землю, дощова вода поглинається лісовим ґрунтом або торф'яним болотом. Там вона збагачується дубильними, гуміновими та фульвовими кислотами, що містяться в торфі та масі мертвої рослинності. В результаті з джерел витікає дуже м'яка (карбонатна твердість ледве виявляється або зовсім відсутня), кисла (pH 3-5,5), прохолодна вода із темним забарвленням та надзвичайно низькою електропровідністю, насичена танінами.
Парасфромени тісно пов'язані в природі з конкретними місцями проживання. Більшість видів і форм живе в територіально обмежених екологічних нішах, які, як правило, не мають зв'язку з іншими водними системами. Вони можуть вижити лише за екстремальних умов «чорних вод», лише іноді здатні пристосуватись до водойм антропогенного походження: дренажні канали, придорожні канави, ставки. Виняток становить P. paludicola, що мешкає на півночі Малайського півострова, де торфові болота закінчуються й води не такі кислі.
У Південно-Східній Азії відбуваються кардинальні екологічні зміни. Вологі тропічні ліси Малайзії та Індонезії швидко щезають. Уряди цих країн намагаються перетворити нікому непотрібні й марні, на їхній погляд, болотисті ліси на економічно розвинені райони. Акцент ставиться на експорті цінних тропічних лісоматеріалів, а ще більше на створенні великих плантацій олійної пальми. На острові Банка та в деяких районах Півострівної Малайзії первісні біотопи знищуються через організацію кар'єрів для видобутку корисних копалин. Окремі ділянки лісів поглинаються процесами урбанізації. Широкомасштабне осушення боліт, спалювання та вирубка лісів ведуть до знищення водойм, що є середовищем існування паросфроменів. Гірнича промисловість, на додаток до руйнування лісів та ґрунтів, забруднює місцеві водойми. Дні переважної більшості чорноводних водойм добігають кінця. Приблизно половині їхніх жителів загрожує повне вимирання, оскільки ці види не зустрічаються більше ніде. Ті ж парасфромени, наприклад, не можуть пристосуватися до нових умов. Часто для цих риб тепер доступні лише невеликі залишки колишніх болотних ділянок, а деякі види намагаються вижити в придорожніх каналах або в ставках. Вони мають шанси на виживання в таких техногенних водоймах лише коли тропічні опади забезпечуватимуть регулярний обмін води в них.
Колись багате біорізноманіття цієї гарячої точки на нашій планеті стрімко зникає. Символом боротьби проти цих процесів є рух за збереження орангутанів, хоча його успіхи є неоднозначними. Орангутан є лише «верхівкою айсберга», страждає набагато більше різноманітних тварин, яких не помічає більшість людей. Зокрема, нікого не цікавить доля таких маленьких рибок, як паросфромени.
Практично всі види роду Parosphromenus знаходяться під загрозою вимирання. Можливо, шанс вижити вони мають лише в умовах акваріума. Вилов відносно невеликої кількості паросфроменів для розведення цих риб у неволі не загрожує існуванню їхніх популяцій.

## Біологія
Парасфромени є вузькоспеціалізованими рибами, вони пристосовані до специфічних умов своєї екологічної ніші з екстремальними параметрами води та низьким рівнем освітлення. Значення рН 3-4 та майже повна відсутність мінералів у воді є дуже несприятливим середовищем для живих організмів. Гумінові речовини запобігають суттєвій присутності бактерій у воді.
Чорноводні струмки, в яких водяться паросфромени надзвичайно бідні на поживні речовини, майже стерильні. За таких умов у цих риб сформувався специфічний раціон харчування що складається майже виключно з молоді всюдисущих креветок. Парасфромени ніколи не зустрічаються масово в своїх рідних водоймах, тримаються лише в певних місцях, зазвичай разом із креветками. Як правило, це прибережна зона з торфовим дерном та масою дрібного коріння прибережних дерев та чагарників. Паросфроменів можна зустріти на глибині 1-2 метри, помітно глибше, ніж інших лабіринтових риб.
Через свої невеликі розміри паросфромени в природі є об'єктом полювання багатьох хижаків. Їх полюють різні види чапель та рибалочкових, а також змієголови та великі креветки. Ці риби не здатні ні захищатись, ні збиратися в зграї. Їх стратегія полягає в тому, щоб з мінімальними рухами непомітно «повзати» поруч із ґрунтом, багатим на харчові продукти. Їхня поведінка не містить вияву помітної агресії чи сильної територіальності.
Стратегія виживання, якою користуються парасфромени, є вигідною лише для їхніх специфічних водойм. Вони витримують лише незначні зміни й погано адаптуються до нових умов. Особливо чутливою є оболонка їхніх ікринок, яка не переносить твердої води та не витримує високий «тиск мікробів». Тому знищення рідних водойм стає фатальним для існування цих рідкісних видів риб.
Це тихі риби. У період нересту самці більшості видів будують у печерах більш-менш рудиментарні гнізда з піни. Вибираючи місце для гнізда в дикій природі, вони використовують всі наявні типи невеликих печер: отвори в прибережних стінах, невеликі порожнини в занурених мертвих стовбурах дерев, печерні простори серед заростей рослин, порожні й дуже часто приховані щілини під шаром листя, що вкриває ґрунт. Ці печери можуть бути розташовані як на глибині до двох метрів, так і біля поверхні води. Під час будівництва гнізда самець хапає повітря з поверхні, яке використовує для формування бульбашок. Одні види, як наприклад P. filamentosus, виробляють відносно велику кількість повітряних бульбашок, інші, наприклад P. parvulus, використовують їх дуже мало або й взагалі не використовують. Навколо печери самець утворює невеличку територію й захищає її. Сюди самець намагається заманити самку.

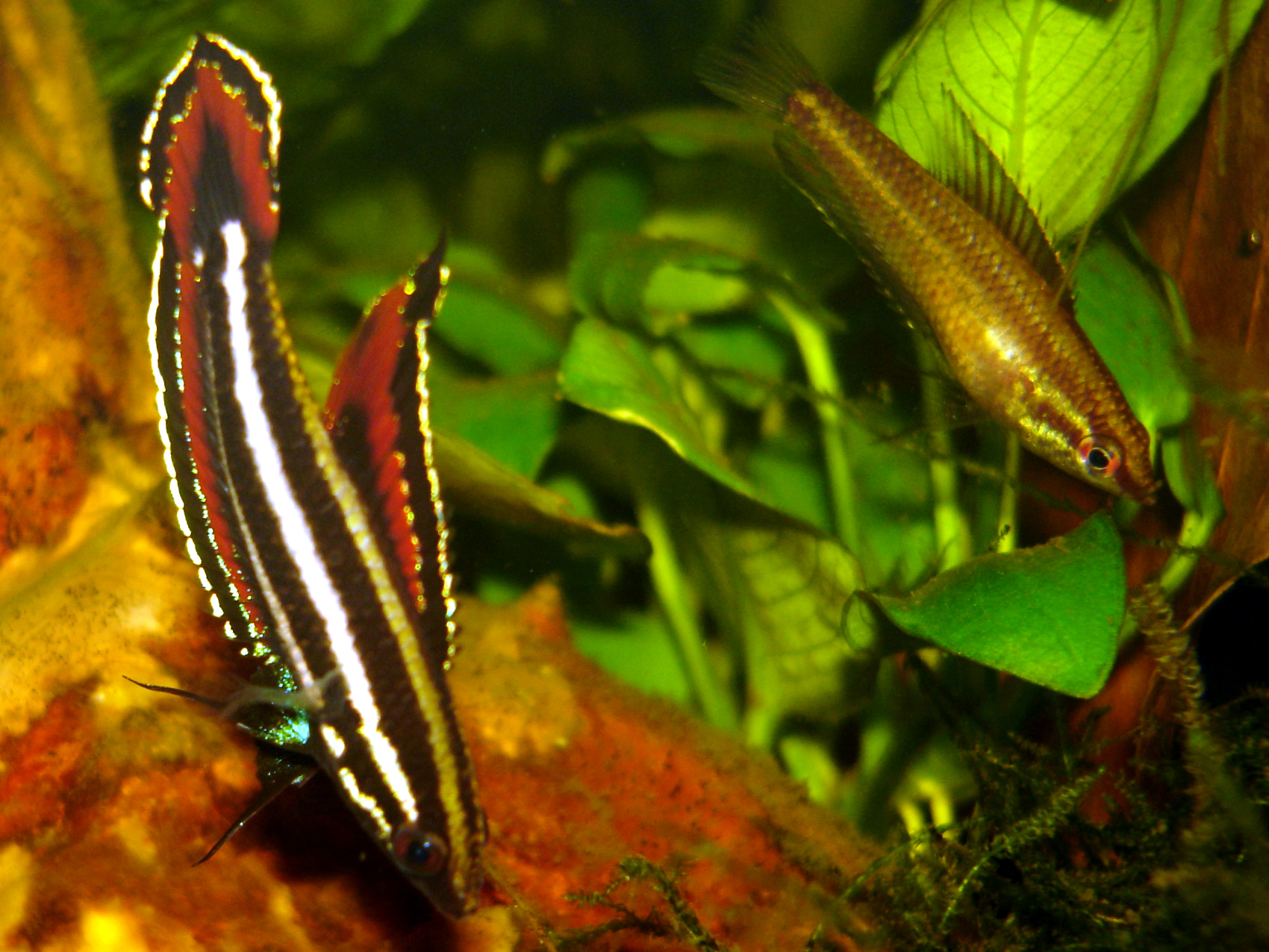
Пара P. phoenicurus під час шлюбних ігор.

Відкладанню ікри передують шлюбні ігри. Вони відбуваються в безпосередній близькості від печери. Екологічна ніша чорноводного струмка з його екстремальними параметрами води та низьким рівнем освітлення стимулює розвиток екстремальних моделей забарвлення та ефективних рухів під час залицяння. У цей короткий момент самець повністю міняє свою зовнішність: розправляє плавці й буквально спалахує барвами. Різні кольорові малюнки можуть змінюватися протягом декількох секунд. Самець намагається показати себе в найкращому світлі. Кольорові візерунки з високим контрастом і блискучими смугами, плямами або облямівками ще більше підкреслюються під вертикальними променями світла, коли риба займає похиле положення. За звичайних умов таке яскраве забарвлення може бути небезпечним. Але коли риба займає нормальне горизонтальне положення тіла в слабкому освітленні на дні чорноводної водойми, відбиття світла не відбувається, і обриси риби лишаються практично непомітними. Тільки на короткий момент, розправляючи плавці в косому положенні, самець відмовляється від маскування, що захищає його від хижаків.
Різні види паросфроменів відрізняються деталями шлюбної поведінки. В більшості видів самець стоїть біля самки з нахиленою вниз головою й повністю розкриває свої плавці. Самці деяких видів (P. paludicola, P. deissneri, P. quindecim, P. linkei та P. flamentosus) займають при залицянні горизонтальне положення. Є також група видів (P. sumatranus, P. parvulus і P. ornaticauda), у яких самці залицяються, стоячи головою догори. Види з ланцетоподібним хвостовим плавцем (P. paludicola, P. filamentous, P. deissneri) демонструють дуже швидкий танок, відмінний від усіх інших представників роду. Самець стрімко пропливає взад-вперед під або над самкою, займаючи при цьому велику територію; на всі ці рухи йде лише 1-2 секунди. Інший характерний танок демонструє P. ornaticauda. Самець цього виду на шаленій швидкості «літає» навколо самки по круговій або зигзагоподібній траєкторії. Послаблений варіант такого танцю характерний для P. parvulus. У всіх інших видів залицяння відбувається набагато спокійніше, й для цього рибам потрібно зовсім небагато місця. Ще одним прикладом незвичної шлюбної поведінки є хитання тілом вгору-вниз з вигнутою спиною, при цьому очі обертаються навколо своєї осі. Таку поведінку можна побачити при залицянні представників групи Parosphromenus harveyi.
На готовність самки до нересту вказують так звані «сексуальні очі». Це широка похила чорна смужка, що проходить через око. Іноді вона спостерігається й у самців.
Як і інші лабіринтові риби, паросфромени нерестяться в тісних обіймах, самець ніби видушує ікру із самки. Зазвичай пара тоне в стані «паралічу» (заціпеніння), який настає після нерестових обіймів. Коли риби приходять до тями, вони починають збирати ікринки й приліплюють їх до стелі печери. Коли нерест закінчиться, самка залишає печеру й захищає навколишню територію. Догляд за гніздом із піни — це справа самця. Він майже нерухомо чатує біля кладки протягом 10 днів. Личинки, які щойно вилупились мають вигляд світло-бежевих трісочок. Виводок нечисленний. В стерильному середовищі дуже мало мікроорганізмів, що можуть бути першою їжею для дрібних мальків, які до того ж мало рухаються.
Як і всі представники родини осфронемових, паросфромени мають цілком функціональний лабіринтовий орган, який дозволяє використовувати для дихання атмосферне повітря. Проте вони живуть у водоймах з високим вмістом кисню, що робить цей орган непотрібним. Паросфромени практично повністю відмовились від використання лабіринту й абсолютно не залежать від поверхні води. Лише значне погіршення параметрів навколишнього середовища може змусити їх скористатися своїм лабіринтовим апаратом. Зазвичай повітря з поверхні хапають лише самці під час будівництва гнізда.

## Утримання в акваріумі
Практично всі види паросфроменів були акліматизовані й розмножуються в умовах акваріума. Проте вони мало поширені серед акваріумістів і мають репутацію «складної» акваріумної риби. До середини XX ст. паросфромени взагалі дуже рідко з'являлися в акваріумах, про їхні вимоги майже нічого не було відомо, а випадки розведення цих риб не були відомі, вони недовго жили в неволі. Лише в 1970-х роках німецький лікар Вальтер Фьорш (нім. Walter Försch) розкрив секрети утримання паросфроменів в акваріумних умовах. Він розробив методику утримування цих риб, що враховувала їхні основні потреби: наявність схованок, печер, необхідні параметри води та придатні корми. 1974 року В. Фьорш у німецькому журналі акваріумістів DATZ опублікував статтю, присвячену Parosphromenus deissneri, в якій висвітив основні правила утримування цих риб. З часу успішних експериментів Фьорша парасфромени спочатку прижилися в акваріумах Німеччини, а пізніше в інших країнах Європи (зокрема в Англії) та в Японії.
Проте й сьогодні вони відсутні на масовому ринку. Є небагато людей, які цікавляться цими специфічними рибами, їх успішно утримує лише кілька фахівців. Дуже багато акваріумістів просто не знають цих риб, адже вони рідко пропонуються в зоомагазинах. Ті окремі екземпляри, що все-таки завозяться постачальниками й потрапляють на полиці магазинів, рідко перебувають у хорошому стані й зазвичай виглядають блідими й нездоровими. Але всі види, якщо вони утримуються належним чином, дуже гарні.
Якісних риб можна отримати лише в досвідчених акваріумістів, які спеціалізуються на паросфроменах і спеціально розводять їх. Ці люди також володіють надійною інформацію про походження та правильну наукову назву риб. Спільнота любителів паросфроменів може запропонувати в хорошому стані більшість відомих видів та ще неописаних форм Parosphronemus. Майже всі вони завозяться в приватний спосіб. Для цього організуються спеціальні експедиції до важкодоступних водно-болотних угідь Південно-Східної Азії.
Рекомендується ставитись до утримання цих рідкісних риб з високою відповідальністю, важливо не лише утримувати, а й зберігати та обов'язково розводити їх. Майже для всіх видів паросфроменів у природі існує загроза існуванню, а масовий вилов цих риб у природних водоймах на продаж може стати для них фатальним.
Паросфромени — це надзвичайно красиві, барвисті й мирні рибки, які ідеально підходять для утримання в маленьких акваріумах. Для однієї пари оптимальною буде ємність на 10-25 л, більше місця цим рибам не потрібно. У великих акваріумах вони, як правило, «зникають», до того ж тут їх важко годувати. Існують дві основні проблеми при утримування цих риб — дуже м'яка й кисла вода, а також різноманітний дрібний живий корм. Особливо важливими параметри води є при розведенні. Особливої уваги потребують також риби, виловлені в дикій природі. Показники води в акваріумі повинні бути максимально близькими до тих, що існують в їхньому природному середовищі існування. Наступні покоління, вирощені в акваріумі, вже не такі вимогливі. Паросфромени також не люблять яскравого світла.
Загальна твердість води не повинна перевищувати 2 °GH, електропровідність має становити приблизно 20-100 мкС/см. Деякі солі (наприклад, хлорид натрію) можуть бути присутніми в незначній кількості, але карбонати не допускаються взагалі. Спосіб пом'якшення води не має значення, з цією метою часто використовують системи зворотного осмосу. Значення pH мають перебувати в кислому діапазоні, зазвичай у межах 4,5-6,5, для екземплярів з дикої природи та видів з найніжнішою ікрою часто потрібні значення pH 4,0 і навіть менше. Показник pH можна відрегулювати до потрібних показників за допомогою торфу. З цією метою використовують також замочене сухе листя бука та дуба, листя індійського мигдалю та шишки вільхи, які виділяють гумінові речовини.
Перелік рослин, які можна використовувати за таких екстремальних параметри води та слабкого освітлення, є обмеженим. Підійдуть яванський мох, таїландська папороть, маленькі криптокорини, а найкраще плавуча папороть цератоптерис рутвицеподібний. Остання допомагає суттєво зменшити небезпеку забруднення води органічними продуктами розпаду.
Ще одним важливим моментом при утримання та розведенні парасфроменів є наявність відповідних кормів. Ці риби їдять лише дрібний живий корм. Іноді вони беруть заморожені корми, але цього не рекомендується робити, щоб не зіпсувати воду. Лише в рідкісних випадках парасфроменів можна привчити до сухих кормів у вигляді пластівців або гранул. Корм має бути різноманітним, а його розмір відповідати розмірові рота цих дрібних рибок. Найкраще підходять чорні личинки комарів, коретра, циклопи, артемія та моїна. Із задоволенням беруть також зоопланктон зі ставка, але тут існує небезпека занести «небажаного гостя». Корм з поверхні води або біля неї ці риби не беруть. Маленькі акваріуми створюють певні обмеження з процедурою годівлі риб. Краще годувати маленькими порціями, щоб не зіпсувати воду органічними відходами. Оптимальна годівля риб є однією з головних умов їхнього успішного розведення.
Розведення паросфроменів вимагає дотримання певних правил, але вони, як правило, досяжні для будь-якого сумлінного акваріуміста. Маленькі акваріуми потребують лише мінімального догляду. Не потрібно багато обладнання, корму, добрив для рослин. Заміна води також обмежена, не потрібно готувати її великої кількості. Рекомендується невеличкий внутрішній фільтр з гранулами торфу, який створює лише незначний рух води. Якщо риб не перегодовувати, можна взагалі обійтись без фільтру.
Темний ґрунт можна використовувати як декор, але він не є обов'язковим, достатньо дуже тонкого шару. Корисно покласти на дно шар опалого листя дуба або бука, він стане постачальником гумінових речовин. Обов'язковими в акваріумі є невеликі печери з корчів, дерева, каміння, горщиків для квітів, пластикових контейнерів тощо. Рекомендується структурувати акваріум на зони за допомогою корчів та кущів рослин.
У теплу пору року немає потреби в додатковому освітленні чи обігріві. Температура води не повинна перевищувати 23 °C, більш високі температури (26-28 °C) можуть, як це буває й у природі, стимулювати нерест. За температури води близько 30 °C паросфромени виявляють явні ознаки дискомфорту, гарячково хапають повітря з поверхні, чого зазвичай вони не роблять. Освітлення є менш важливим, але воно не повинно бути занадто яскравим. Корисними будуть плавучі рослини, зокрема водяна папороть (Ceratopteris), які створюють тінь.
Паросфромени — це барвисті карлики з цікавою поведінкою. Це спокійні рибки, які мало рухаються й зазвичай тихо сидять у кутку. Під час плавання вони часто зупиняються й роблять дивні повільні рухи очима навколо осі. Рекомендується тримати паросфроменів групою, соціалізація знімає їхній природний страх. Рибки частіше залишатимуть свої схованки, плаватимуть у відкритій воді та з'являтимуться на передньому плані акваріума. Досвід показує, що невелика група з приблизно п'яти особин є кращою, ніж велика зграя. Самці знаходять собі печеру, яка стає для них «помешканням», вони захищають невеличку територію навколо неї. При зустрічі із суперником риби стають в агресивну позу, розправляють свої різнобарвні плавці, але вони лише загрожують один одному й ніколи не б'ються.
Зважаючи на їхній характер та специфічні вимоги до води, парасфромени не підходять до звичайного спільного акваріума. Їм потрібен спокій, їх сильно турбують жваві риби, які безперервно плавають навколо. Паросфромени губляться у великих акваріумах, відступають перед іншими рибами, втрачають забарвлення й не виявляють характерної поведінки. Сусіди також відтісняють паросфроменів від корму. Тому краще використовувати видовий акваріум. Потенційними сусідами можуть бути деякі маленькі та спокійні представники роду Boraras (дрібні расбори), які використовують відкритий водний простір, а також невеличкі бійцівські рибки, наприклад Betta persephone. Сусіди, що спокійно плавають, надають паросфроменам відчуття безпеки.
Якщо тримати разом кілька пар паросфроменів, це мають бути або представники одного виду, або ж ці види повинні зовні сильно відрізнятися між собою, щоб їх не можна було сплутати. Кожна пара в акваріумі повинна мати власну невелику печеру, яка стане центром їхньої території.
Незважаючи на деякі відмінності, в цілому паросфромени висувають спільні вимоги до утримування в акваріумі. Серед них є більш стійкі види, як, наприклад, P. filamentosus, P. linkei, P. paludicola або P. quindecim, вони більше підходять для новачків. Більшість видів групи harveyi вимагають точного дотримання всіх деталей умов утримання, а такі види, як P. ornaticauda та P. parvulus, створюють проблеми навіть експертам.
Для розведення паросфроменів доцільно тримати їх парами. Рекомендується вирощувати разом групу з 6-8 молодих рибок, і надати їм можливість самостійно сформувати пари. Якщо риби утримуються за нормальних умов і добре почуваються, вони нереститимуться без зовнішнього втручання, коли на це прийде час. Ікринки в паросфроменів дуже ніжні, тому дотримання оптимальних параметрів води є особливо важливим при розведенні.

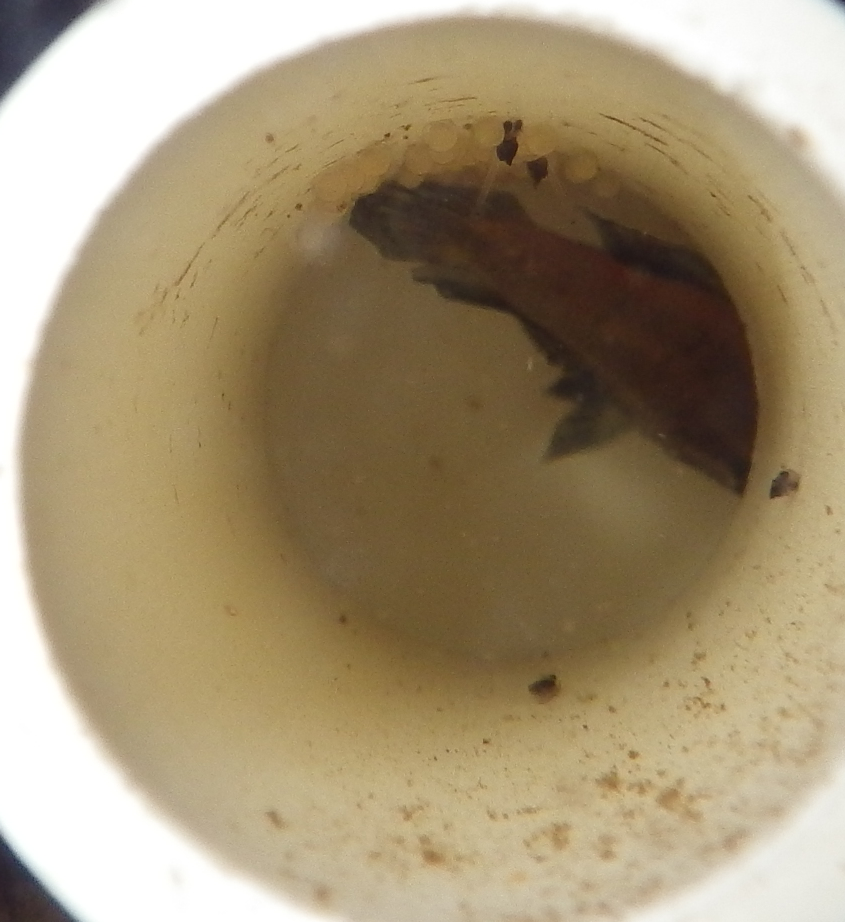
Нерест P. deissneri в акваріумі.

Ці риби нерестяться в печерах, у печерах вони й доглядають за виводком. Місце розташування печери в акваріумі та матеріал, з якого вона зроблена, не мають великого значення. Найчастіше кладка висить на стелі біля входу в печеру, тому важливо, щоб стеля була горизонтальною, й ікринки не мали можливості вислизнути з печери.
Самець будує на стелі печери рудиментарне гніздо з піни. Після шлюбних ігор пара відкладає ікру. Зазвичай буває від 10 до 60 ікринок. Ікра важча за воду й падає на дно. Обоє батьків збирають її й прикріплюють до стелі печери. Після нересту самець проганяє самку від печери. Він ретельно доглядає за ікрою та личинками перші 7-10 днів, поки вони лишаються в печері. Самка лишаться поруч, виконуючи роль охоронця поза печерою. Коли мальки починають вільно плавати, вони випливають назовні. В цей момент рекомендується відділити їх від батьків. У багатьох випадках мальки нормально ростуть в одному акваріумі з батьками, особливо коли там є багато схованок, але деякі дорослі самки та самці можуть поїсти своїх мальків.
Мальків починають годувати коловертками, оцтовими нематодами, наупліусами артемій, які щойно вилупились. Зі зростанням молоді додають інші харчові організми відповідного розміру. Подальше вирощування зазвичай не становить проблем. Згодом можна буде побачити забарвлення, якого не мають дорослі. У групі молодих рибок завжди є кілька екземплярів, які ростуть швидше за інших. Молодих самців заздалегідь можна відрізнити за забарвленням непарних плавців. Залежно від виду, статевої зрілості молоді рибки досягають у віці від 9 до 12 місяців. Оптимальний вік для розведення паросфроменів — від одного до трьох років.
Представники роду можуть доволі довго жити в акваріумі. Відомий випадок, коли одна рибка прожила в неволі більше дев'яти років.